# Oligembia capensis
Oligembia capensis är en insektsart som beskrevs av Ross 1984. Oligembia capensis ingår i släktet Oligembia och familjen Teratembiidae. Inga underarter finns listade i Catalogue of Life.